# ルリキウス・ポンペイアヌス
ルリキウス・ポンペイアヌス（ラテン語: Ruricius Pompeianus, 生年不明 - 312年）は、ローマ帝国第56代皇帝マクセンティウスの下で、プラエフェクトゥス・プラエトリオ（近衛隊長官）や騎兵隊指揮官を務めた重臣。
テトラルキア時代の312年、マクセンティウス派の軍事拠点であったヴェローナに籠城していたルリキウス・ポンペイアヌス率いる軍団に対し、コンスタンティヌス1世帝率いる軍団が包囲戦を敷いたヴェローナの戦い(英語版)において敗北し、命を落とした。